# Ytterbyn, Sandvikens kommun
Ytterbyn är en bebyggelse i Järbo socken i Sandvikens kommun. SCB avgränsade här en småort till 2023.

## Befolkningsutveckling
| Befolkningsutvecklingen i Ytterbyn 1990–2020 | Befolkningsutvecklingen i Ytterbyn 1990–2020 | Befolkningsutvecklingen i Ytterbyn 1990–2020 | Befolkningsutvecklingen i Ytterbyn 1990–2020 | Befolkningsutvecklingen i Ytterbyn 1990–2020 |
| -------------------------------------------- | -------------------------------------------- | -------------------------------------------- | -------------------------------------------- | -------------------------------------------- |
|                                              |                                              |                                              |                                              |                                              |
| År                                           |                                              |                                              | Folkmängd                                    | Areal (ha)                                   |
| 1990                                         | 1990                                         |                                              | 54                                           | 15#                                          |
| 1995                                         | 1995                                         |                                              | 59                                           | 16#                                          |
| 2000                                         | 2000                                         |                                              | 64                                           | 16#                                          |
| 2005                                         | 2005                                         |                                              | 63                                           | 15#                                          |
| 2010                                         | 2010                                         |                                              | 53                                           | 15#                                          |
| 2015                                         | 2015                                         |                                              | 54                                           | 17#                                          |
| 2020                                         | 2020                                         |                                              | 51                                           | 17#                                          |
| Anm.: # Som småort.                          |                                              |                                              |                                              |                                              |